# Gwen Torrence
Gwendolyn („Gwen“) Lenna Torrence (* 12. Juni 1965 in Decatur, Georgia) ist eine ehemalige US-amerikanische Leichtathletin und Olympiasiegerin.

## Karriere
Torrence wurde in Decatur, Georgia, geboren, besuchte die Columbia High School und anschließend die Universität von Georgia. In ihrer Laufbahn hat sie in allen wichtigen Sportereignissen Medaillen gewonnen, wie Weltmeisterschaften, den Pan American Games, den Goodwill Games, der Universiade und den Olympischen Spielen.
Bei den XXV. Olympischen Spielen 1992 in Barcelona gewann sie Gold im 200-Meter-Lauf vor den beiden Jamaikanerinnen Juliet Cuthbert (Silber) und Merlene Ottey (Bronze), eine Mannschaftsgoldmedaille in der 4-mal-100-Meter-Staffel mit ihren Teamkolleginnen Evelyn Ashford, Esther Jones und Carlette Guidry sowie eine Mannschaftssilbermedaille bei der 4-mal-400-Meter-Staffel mit ihren Teamkolleginnen Natasha Kaiser, Jearl Miles und Rochelle Stevens.
Bei den XXVI. Olympischen Spielen 1996 in Atlanta konnte sie an ihre Erfolge von 1992 anknüpfen und gewann Bronze im 100-Meter-Lauf hinter der US-Amerikanerin Gail Devers (Gold) und der Jamaikanerin Merlene Ottey (Silber). Weiterhin gewann sie eine Mannschaftsgoldmedaille in der 4-mal-100-Meter-Staffel mit ihren Teamkolleginnen Gail Devers, Inger Miller und Chryste Gaines.
Nach den nationalen Hallenmeisterschaften 1997, bei denen sie über 60 Meter die Silbermedaille gewann, zog sie sich aus dem aktiven Sport zurück. Seitdem arbeitet sie als Friseurin. Torrence ist verheiratet und hat zwei Kinder.

## Auszeichnungen
- 1995: Weltsportlerin des Jahres (La Gazzetta dello Sport)